# Аурельяно Торрес
Аурельяно Торрес (ісп. Aureliano Torres; нар. 16 червня 1982, Асунсьйон, Парагвай) — парагвайський футболіст, захисник клубу «12 жовтня» та збірної Парагваю. Учасник чемпіонатів світу 2010 року, срібний медаліст літніх олімпійських ігор 2004 року.

## Титули і досягнення
- Срібний олімпійський призер: 2004
- Срібний призер Кубка Америки: 2011